# Верховный суд Чили
Верховный суд Чили является высшей судебной инстанцией в стране. Он расположен в столице Чили Сантьяго. Он администрирует нижние суды в стране (Апелляционный суд, Суд уголовных процессов Суд гарантийи др.). Суд состоит из 21 члена, один из которых является председателем, а остальные - министры Верховного суда. Суд имеет одного прокурора, секретаря, помощника секретаря и 8 докладчиков.
Верховный суд Чили был создан по положениям политической Конституции страны 29 декабря 1823 года и является старейшим учреждением такого рода в мире. Его штаб-квартира находится в Сантьяго.

## История

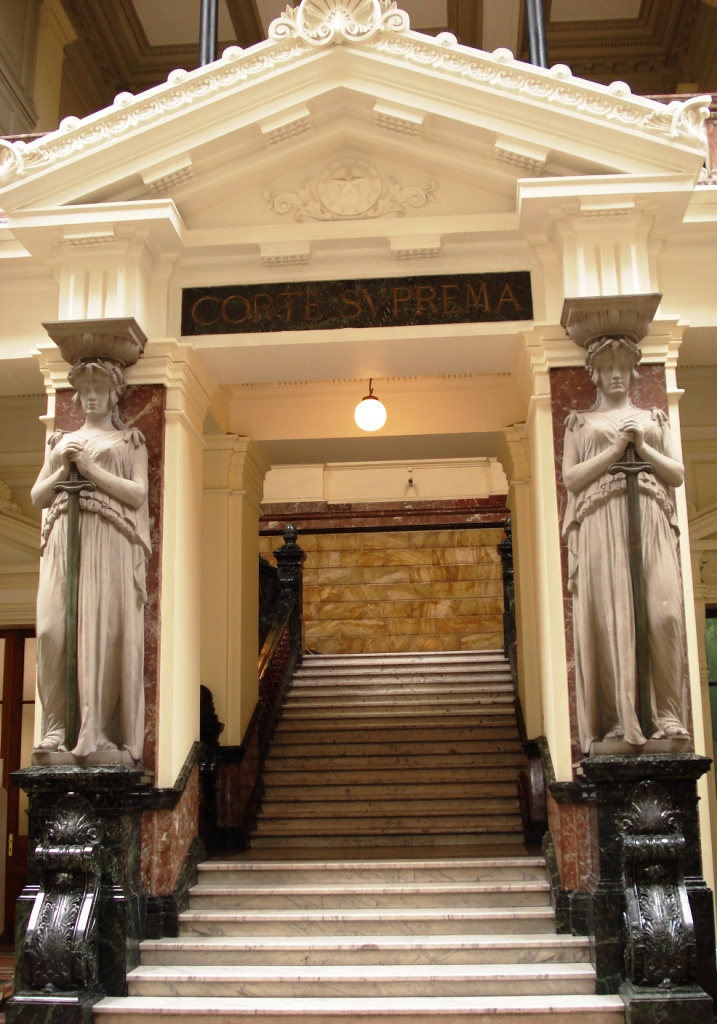
Лестница в Верховный суд, во Дворце правосудия в Сантьяго.

Создание Верховного суда в Чили можно отнести к записи, сделанной во «Временных правилах, касающихся отправления правосудия, 1811». По ней предусматривалось создание «Верховного суда». Тем не менее, всё это осталось только на бумаге, так как не создавались специальные комитеты или трибуналы для рассмотрения апелляций, которые работали бы в рамках своей юрисдикции.
В 1823 году по Конституции Чили был создан Верховный суд Чили. Он должен был: «охранять, защищать и утверждать различные полномочия по судебным разбирательствам». Суд состоял из 4 министров, президента и национального прокурора. 29 декабря того же года были утверждены его первые члены: Хосе Грегорио Аргомедо (председатель), Франсиско Антонио Перес, Хосе Гаспар Марин и Лоренцо Виллейлон (министры) и Мариано Эгуна (национальный прокурор). Верховный суд должен был вести «коррекционный и экономический надзор за всеми судами и трибуналами Нации, в соответствии с законами страны».
В 1835 году Верховный суд удостоился второй юрисдикции: ведение по уголовным и финансовым делам. Гражданские дела вёл Апелляционный суд.
В 1875 году по Закону об организации и полномочий судов Верховному суду предоставлялась юрисдикция для пересмотра постановлений апелляционного суда.

## Члены Верховного суда
См. также исп. председатель Верховного суда и исп. министры Верховного суда в Чили.

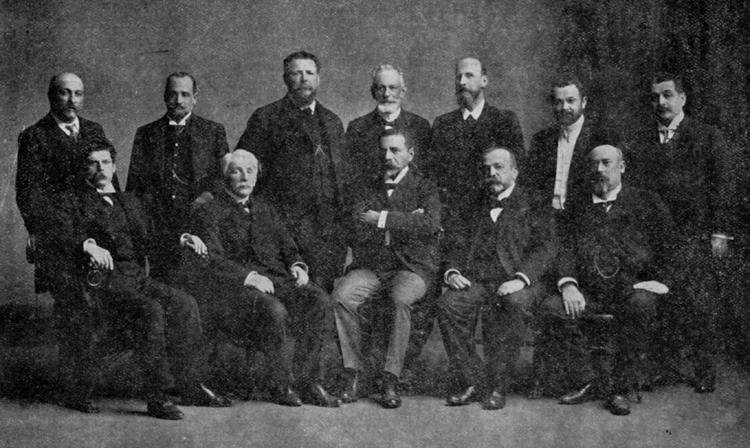
Члены Верховного суда в 1908 году.

С 1997 года Верховный суд состоит из 21 члена, один из которых является председателем, а другие министрами. Пять членов из них должны быть иностранными юристами с судебной практикой. Все члены представляют так называемую «честь» суда. Ранее Верховный суд состоял из 17 человек в 1988 году, 16 в 1984 году, 13 в 1918 году, 9 в 1902 году, 7 в 1889 году и 5 в 1823 году. Обычно говорят, что те, кто достиг места судьи Верховного суда, являются большими профессионалами, которые сделали блестящую карьеру в судебной системе.
Члены Верховного суда назначаются Президентом Чили с ратификацией сената. Члены выбираются из пяти списков. В двух списках должны быть включены старшие судьи из апелляционных судов; в остальных трёх включаются судьи и без судебного опыта. Возраст судей Верховного суда должен быть не менее 36 лет. Они имеют право работать в суде до обязательного пенсионного возраста 75 лет. Судья может быть уволен при нарушении Устава суда.
Председатель Верховного суда выбирается на срок до двух лет.
С 24 марта 2014 года председателем является Серхио Мануэль Муньос Джаджардо.
Члены верховного суда от 25 мая 2009 года 
- Милтон Иван Юка Аранцибия (Президент)
- Урбано Марин Вальехо
- Орландо Антонио Альварес Эрнандес
- Нибальдо Сегура Пенья
- Адалис Сальвадор Орзун Миранда
- Хайме-дель-Кармен Родригес Эспоз
- Рубен Альберто Баллестерос Каркамо
- Серхио Мануэль Муньос Джаджардо
- Маргарита Элиана Неррос Мартинес
- Уго Энрике Долметч Урра
- Хуан Арайя Элизельде
- Рауль Патрисио Вальдес Альдюнейт
- Эктор Гильермо Карреньо Моряк
- Педро Пиеро Аппей
- Габриэла Перес Паредес
- Соня Мирея Аранеда Брионес
- Карлос Гильермо Кунцемюллер Лобенфелдер
- Харольдо Освальдо Брито Круз
- Гильермо Энрике Сильва Гунделах
- Роза Мария Магги Докоммон

## Структура Верховного суда

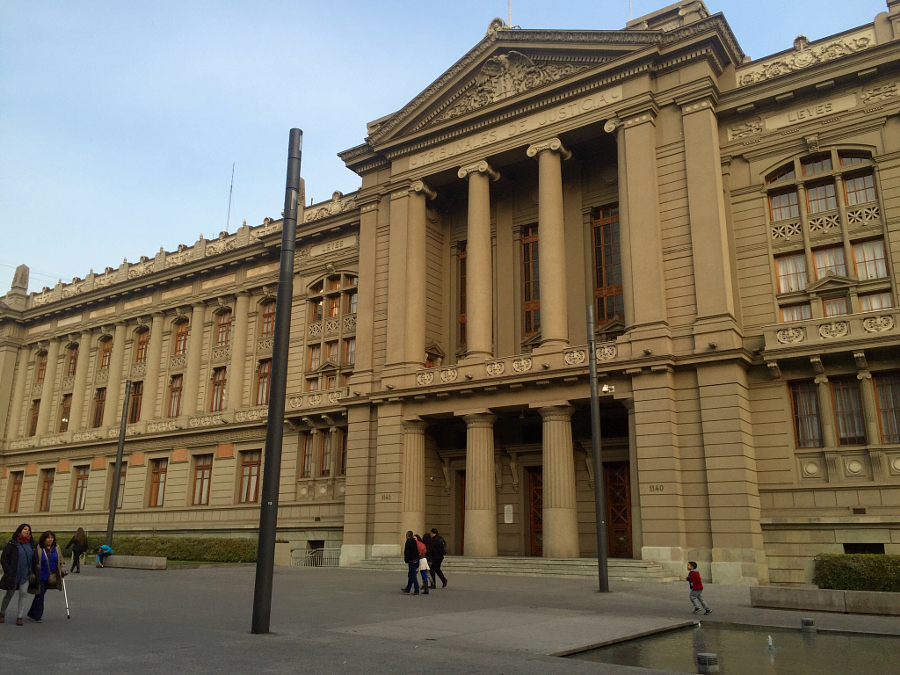
Фасад дворца юстиции Сантьяго де Чили, где работает Верховный суд с 1915 года.

Верховный суд является апелляционной инстанцией. Дела слушаются в палатах суда, в каждой из которой находится не менее пяти судей под председательством министра или председателя Верховного суда. Согласно положениям Верховного суда от 27 марта 2000 года, распределение дел в зале суда выглядит следующим образом:
- Очередные дела
  - Первая палата — рассматривает гражданские дела.
  - Вторая палата — рассматривает уголовные дела.
  - Третья палата — рассматривает конституционные и административные дела.
- Внеочередные дела
  - Первая палата — рассматривает гражданские дела.
  - Вторая палата — рассматривает уголовные дела.
  - Третья палата — рассматривает конституционные дела.
  - Четвертая палата — рассматривает вопросы труда и пенсии.

## Известные судебные решения

### Аугусто Пиночет
В июле 2002 года Верховный суд прекратил дело против Пиночета, заявив, что он был невменяемым из-за слабоумия. В марте 2005 года Верховный суд отменил решение суда низшей инстанции, сняв с Пиночета иммунитет по обвинению в убийстве министра обороны, вице-президента Чили Карлоса Пратса. В августе 2007 года Верховный суд оставил в силе пожизненный приговор для генерала чилийской армии Уго Саласа Венцеля, первого высокопоставленного чиновника, который получил пожизненный срок за нарушения прав человека в 1980-х годах, в период правления Пиночета.

### Права ЛГБТ
- Межамериканской комиссии по правам человека при поддержке Национального центра для прав лесбиянок и Американской конвенции о правах человека) о том, что Карене Атале Риффе, чилийской судье, лесбиянке и матери троих дочерей должен был возмещён убыток в размере 50 000$ за отказ в опеке над её детьми и 12 000$ убыток от судебных расходов. В 2012 году это решение отменил Высший суд Мексики и Межамериканский суд по правам человека.
- В январе 2004 года судья Даниэль Кальво был лишён занимаемой должности в апелляционном суде в Сантьяго после сообщений СМИ о том, что он часто посещал сауну для геев.

### Женское здоровье
В ноябре 2005 года Верховный суд Чили постановил, что продажа противозачаточных таблеток является конституционным решением.

### Альберто Фухимори
21 сентября 2007 года суд удовлетворил просьбу Перу об экстрадиции бывшего президента Перу Альберто Фухимори, который был приговорён к шести годам тюрьмы и штрафу в 92 000$ за злоупотребление властью, и осужден за нарушения прав человека и коррупцию.